# Street Football
A Street Football 2005-től 2011-ig futott francia–olasz televíziós 2D-s számítógépes animációs sorozat, amelynek alkotója Marco Beretta. A producerei Philippe Alessandri és Giorgio Welter. A tévéfilmsorozat a Cofinova 1 és a Marathon Productions gyártásában készült. Műfaját tekintve sportfilm-sorozat. Franciaországban a France 3 vetítette, Olaszországban a Rai 2 és a Rai Gulp sugározta, Magyarországon korábban a Jetix, később a Megamax adta.

## Ismertető
A történet küzdelemről szól, a lenyűgöző focimérkőzések szemben. Egy sportos társaság kalandjait nyomon követhetjük. A játék nem könnyű számukra. De nagyszerűen megoldották, hogy szórakozzanak és kifejezzék magukról a tehetségüket. Ez a játék, a foci. Az utcai foci számukra igazán a foci. Amihez nagy ügyességre van szükség. Kitűnő a hangulat. Mottója a barátság, a tisztelet és a szolidaritás. A játszmák boldoggá teszik a csapatot. De azt is biztosítja számukra, hogy az első utcai foci világbajnokságon részt vegyenek. Ha a kezdés nehéz, úgy a győzelem tán még nehezebb is. De a győzelem a csapatnak sikerül. A sport népszerűbb lesz, mint valaha. Egy ekkora sikert meg is próbálnak ismételni.

## Szereplők
- Eloise Riffler
- Eloise anyja
- Jane
- Jodie
- Mary
- Rose
- Sinead

## Magyar hangok
- Ungvári Gergő – ?
- Czető Roland – ?
- Borbíró András – ?
- Kováts Dániel – ?
- Baradlay Viktor – ?
- Élő Balázs – ?
- Bogdán Gergő – ?
- Seder Gábor – ?
- Boldog Gábor – ?
- Péter Richárd – ?
- Kántor Kitty – ?
- Bókai Mária – ?

## Epizódok

### 1. évad
1. Párbaj a kikötőnél
2. A meglepetésgól
3. Viharjelzés
4. Ki az igazi kapitány?
5. Afrika oroszlánjai
6. A papírtigrisek
7. Egy álom születése
8. A nagy válogatás
9. Lehetetlen választás
10. A bronxi ördögök
11. A street football világbajnokság
12. Az árnyékellenség
13. Az elválaszthatatlanok
14. Egy dupla meccs
15. Őrangyalok
16. Eltemetett titkok
17. Egy piros lap, egy véres éjszakáért
18. Az éjszaka leple alatt
19. A sivatagi skorpiók titkos fegyvere
20. Szökésben
21. A shanghai sárkányok
22. Egy mindenkiért, mindenki másért
23. A szponzor
24. Győzelem az ellenséggel
25. Minden jó közül a legjobb
26. Áramszünet a világbajnokságon